# Битва при Ватерберге
Битва при Ватерберге — сражение между немецкими экспедиционными войсками в Германской Юго-Западной Африке и ополчением народности гереро 11 августа 1904 года, оказавшееся крупнейшим и решающим сражением во время подавления восстания гереро. Бой окончился тяжёлым поражением африканцев и фактическим окончанием их организованного сопротивления в этой кампании.

## Предыстория
В декабре 1884 года Германия объявила Юго-Западную Африку своей колонией и приступила к её активному освоению, обычно ни в малейшей степени не считаясь с интересами туземного населения — народностей гереро, нама и др. Африканское население сгоняли с земель, подвергали полной дискриминации.
Недовольство гереро в конце концов вылилось в восстание, начавшееся в январе 1904 года. Племенные отряды гереро напали на несколько немецких поселений, убив более 120 человек, включая женщин и детей. Они заняли ряд важных пунктов, блокировав Виндхук.
Вождём гереро с 1890 года был Самюэль Махареро (1858-1923), немецкий ставленник, первое время проводивший курс на сотрудничество с колониальными властями. Пользуясь немалым авторитетом среди своего народа, он предпринимал меры по консолидации разрозненных племён гереро в единую общность. Открытое и беззастенчивое ущемление немцами прав коренного населения постепенно привело Махареро к смене настроений — в конце концов именно он стал во главе восстания.

Губернатор колонии Теодор Лейтвейн на первом этапе кампании сам возглавил карательные силы. Свои немногочисленные войска он разделил на три группы — восточную, западную и главную. Восточная группа в марте-апреле 1904 г. понесла серьёзные потери в постоянных стычках, а также крайне сильно пострадала от болезней, в первую очередь тифа, так что в ней осталось лишь около трети первоначального состава. Западной группе пришлось объединиться с центральной. 9 апреля гереро атаковали её при Онганьире, а 13 — при Овиумбо. Оба боя сложились неудачно для немецкого отряда и Лейтвейн был вынужден отступить, хотя его политика позволила договориться с частью повстанцев и заставить одно из племён гереро сложить оружие.

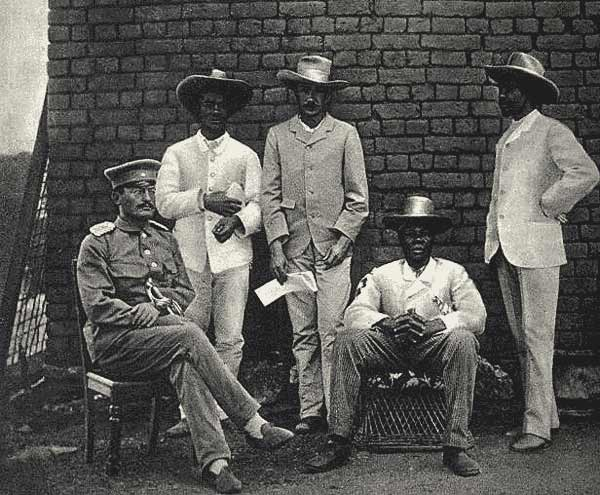
Теодор Лейтвейн (сидит слева) вместе с представителями руководства туземных племён колонии, 1895)

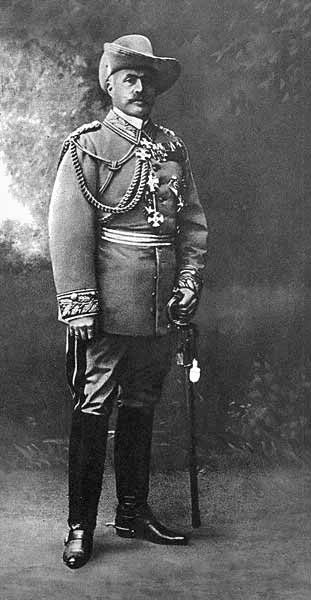
Л. фон Трота (1848-1920)

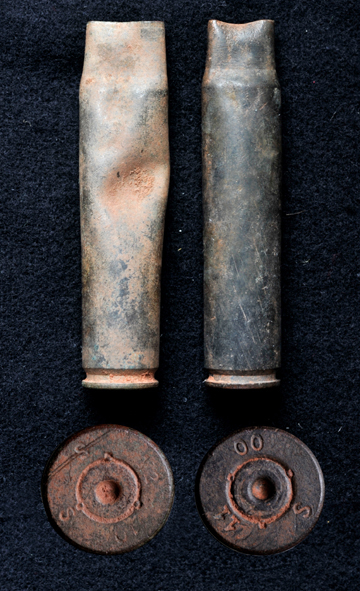
Гильзы, найденные на поле боя в октябре 2012 года

Неспособность подавить восстание имевшимися в колонии силами заставила Берлин всерьёз задуматься над ситуацией в Юго-Западной Африке. Было решено разделить должности командующего войсками и губернатора — Лейтвейн был оставлен на своём посту, но от командования отстранён, а руководить войсками был отправлен генерал-лейтенант Адриан Дитрих Лотар фон Трота. Экспедиция, по ряду данных, была профинансирована «Дойче-Банком» и снаряжена фирмой «Вурманн».
Фон Трота, выходец из знатного прусского рода, давшего Германии нескольких видных военных деятелей, был к тому времени уже заслуженным и опытным офицером. Участник Австро-прусской и Франко-прусской войн, он обладал большим опытом и колониальных кампаний — возглавлял карательные силы при подавлении восстания в Германской Восточной Африке и командовал бригадой, входившей в состав международных сил, подавлявших в Китае Ихэтуаньское восстание. В колониях он зарекомендовал себя как крайне энергичный и решительный и столь же безжалостный военачальник. Современники считали, что назначение фон Трота в Юго-Западную Африку было правильным выбором. Новый немецкий командующий прибыл в колонию 11 июня 1904 года вместе с войсками — более 2 тыс. чел. с 2,5 тыс. лошадей и большим грузом необходимого снаряжения. Это была уже серьёзная группировка по сравнению с той, что находилась в распоряжении Лейтвейна. В середине июля фон Трота начал выдвижение в сторону земель, занятых гереро.

## Силы сторон
Под командованием фон Трота находилось чуть больше полутора тысяч бойцов из Германии — 6 кавалерийских батальонов, 3 пулемётных роты и 8 артиллерийских батарей. Колониальные войска в сражении непосредственно не участвовали, хотя с основной колонной находилось до 500 чел. вспомогательного туземного состава. При относительно небольшой численности карательные силы были хорошо оснащены. Они имели 1625 винтовок, 30 артиллерийских орудий и 14 пулемётов. Расчёты некоторых орудий и пулемётов были укомплектованы моряками. Германский корпус был в полной мере обеспечен боеприпасами.
Гереро выставили превосходящие силы, по разным данным от 3 до 6 тыс. чел. бойцов. Поскольку многих воинов в походе сопровождали семьи, то общее количество гереро в районе сражения могло составлять 25-50 тыс. чел. Эти крупные силы, впрочем, очень уступали корпусу фон Трота в качественном отношении. Об артиллерии или пулемётах не было и речи, хотя стрелковое вооружение гереро было достаточно современным, большинство воинов имели винтовки. При этом многие были вооружены традиционным холодным оружием, например палицами кирри. Почти все воины были пешими, поскольку кавалерии как рода войск у гереро не было в принципе, хотя существовала конная разведка. Несмотря на высокий боевой дух и решимость сражаться, уровень организации и дисциплина племенного ополчения были весьма низкими. Сказывалась и нехватка боеприпасов. На стороне войска Махареро были хорошее знание местности и полный контроль над колодцами и источниками, но это не уравнивало силы.

## Ход сражения

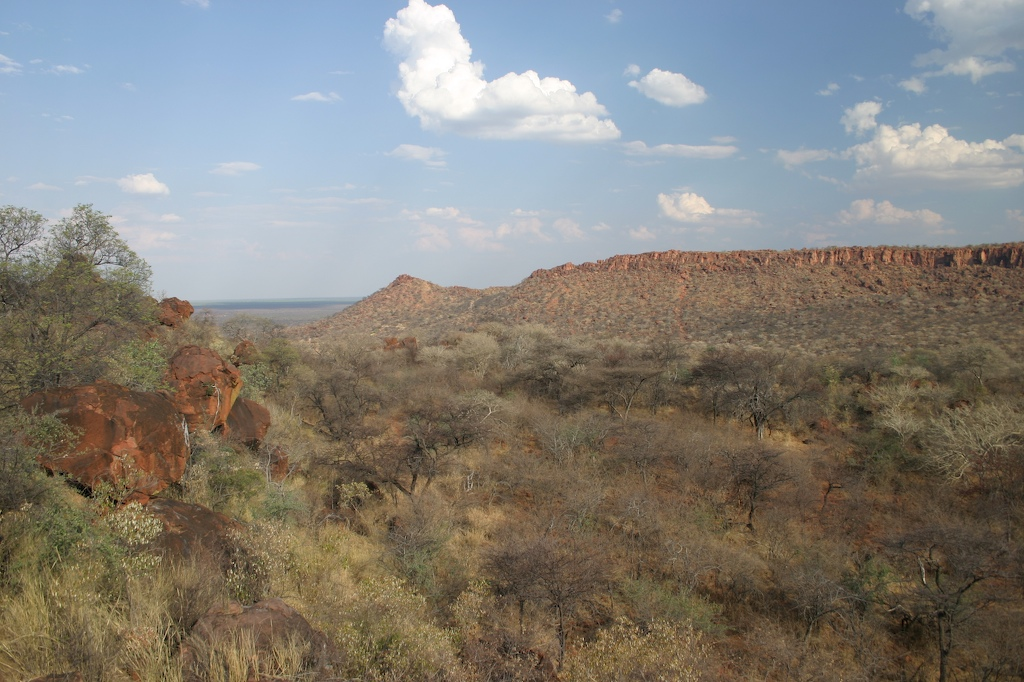
Горное плато Ватерберг, на склонах которого происходило сражение

Встреча с гереро произошла на сильно пересечённой местности на границе пустыни Омахеке к юго-востоку от городка Очиваронго. Немецкие силы были разделены на 4 колонны, что позволило фон Трота начать окружение сил Махареро. Войска противников вошли в соприкосновение 4 августа, но несколько дней ограничивались стычками небольших отрядов и маневрированием.
Основная часть сражения развернулась на склонах горного массива Ватерберг. 10 августа немецкий дозор установил контроль над этой высотой и поместил на ней гелиограф, что позволило быстро сообщать командованию обо всех передвижениях гереро. 11 августа около 02.45 фон Трота начал решающее наступление. Часть его сил зашла в глубину расположения повстанцев и довольно неожиданно оказалась в сложном положении. Гереро контратаковали около 08.45 и вскоре разгорелся жестокий бой, некоторым немецким подразделениям пришлось драться почти в окружении. Особенно пострадала 11 рота 3 батальона 1 полка, которая вела ближний бой, переходивший в штыковые схватки; в ней выбыли из строя все офицеры.
Ближе к 10 часам немцы, развернув артиллерию, начали планомерный обстрел сил гереро. В ответ на это Махареро приказал атаковать прежде всего батареи противника, что привело к ожесточённым схваткам почти у самых орудий. Немцы бросили в бой буквально все свои силы до последнего человека, что позволило им отстоять орудия, хотя положение временами было для них критическим. Более того, главная колонна фон Трота оказалась к 15 часам в положении полного окружения.
Однако качественное превосходство немецких солдат и огневая мощь их артиллерии постепенно измотали гереро и те ослабили натиск. После 16 часов немцы захватили два важных источника воды и на этом новом рубеже отбили мощную атаку гереро. Махареро предпринял новую атаку на главную колонну, но немцы уже прочно овладели инициативой и гереро отступили. Была отбита также атака гереро на немецкий обоз. Попытки Махареро перегруппировать свои силы были отражены германским артиллерийским огнём.
К вечеру 11 августа поле боя осталось за немцами, которые расположились на месте сражения лагерем и готовились к продолжению боя на следующий день. Однако гереро отступили. Фон Трота оставил им одну дорогу для отступления — в безводные пустынные районы, куда Махареро и был вынужден ретироваться.
Немецкие потери за 11 августа составили 26 убитыми (в том числе 5 офицеров) и 60 ранеными (7 офицеров). Количество погибших 10 августа, а также в течение следующих нескольких дней после сражения, осталось неизвестным. Потери гереро остались совсем неизвестными, но они были явно тяжелее, чем у противника. При этом, как показали дальнейшие события, отступление по пустыне оказалось для них гораздо более гибельным, чем сама битва.

## Итоги и последствия
Гереро понесли тяжёлое поражение. Несмотря на то, что потери в ходе самой битвы были у них не очень велики, ополчение гереро было дезорганизовано и утратило способность к продолжению скоординированного сопротивления. Показательно, что Махареро после боя сумел собрать вокруг себя только 1000 воинов.

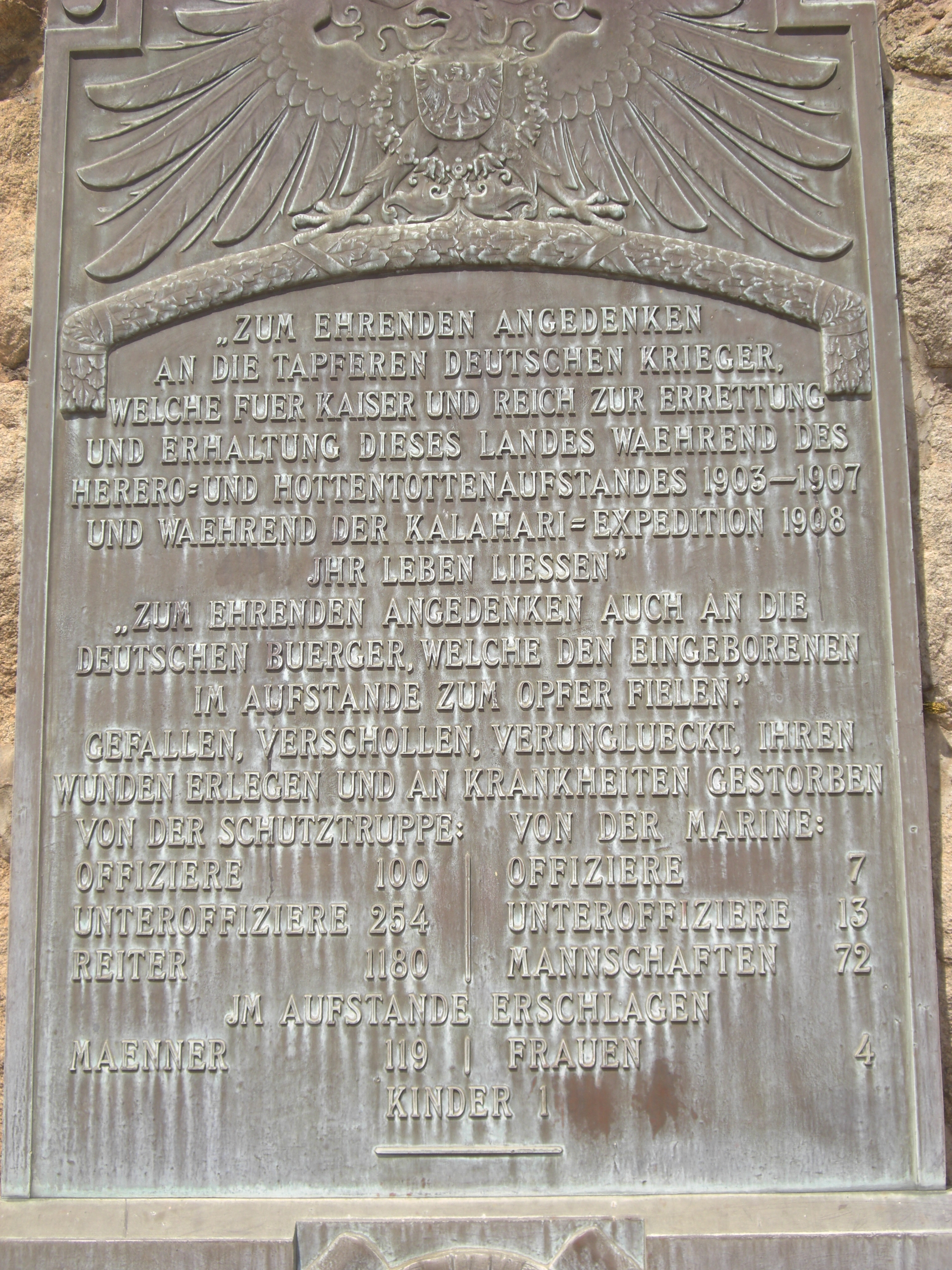
Надпись на памятнике немцам, погибшим во время восстаний туземных народов Юго-Западной Африки в 1903-08 годах, с перечислением потерь: 1626 военных и 124 гражданских лица. Виндхук.

Немецкие карательные части приступили к «зачистке» территорий, прежде населённых гереро. Немецкое командование во главе с фон Трота развернуло кампанию по полному устранению гереро с их земель. 2 октября фон Трота издал печально известный «указ о ликвидации», в котором провозглашал:

Все гереро должны покинуть эту землю… Любой гереро, обнаруженный в пределах немецких владений, будь он вооружен или безоружен, со скотом или без него, будет застрелен. Я не буду принимать больше ни детей, ни женщин…

Махареро, вместе с примерно 1000 чел., сумел уйти и пересечь пустыню Калахари, укрывшись в британских владениях.
Оставшихся в пределах германской колонии гереро отправили в концлагеря, заставив работать на немецких предпринимателей. Многие погибли от непосильного труда и истощения. В ходе этой войны народность гереро была почти полностью истреблена и составляет сегодня в Намибии лишь небольшую долю населения.